# ژان-ماری بیگار
ژان-ماری بیگار (فرانسوی: Jean-Marie Bigard‎؛ زادهٔ ۱۷ مهٔ ۱۹۵۴) بازیگر، فیلم‌نامه‌نویس، و کارگردان فیلم اهل فرانسه است.
از فیلم‌ها یا برنامه‌های تلویزیونی که وی در آن نقش داشته‌است، می‌توان به و هم‌اکنون … خانم‌ها و آقایان و بله اشاره کرد.